# Baubigny (Manche)
Baubigny – miejscowość i gmina we Francji, w regionie Normandia, w departamencie Manche.
Według danych na rok 1990 gminę zamieszkiwały 174 osoby, a gęstość zaludnienia wynosiła 27 osób/km² (wśród 1815 gmin Dolnej Normandii Baubigny plasuje się na 712. miejscu pod względem liczby ludności, natomiast pod względem powierzchni na miejscu 766.).